# Медоу Вју Адишон (Јужна Дакота)
Медоу Вју Адишон (енгл. Meadow View Addition) насељено је место без административног статуса у америчкој савезној држави Јужна Дакота.

## Демографија
По попису из 2010. године број становника је 538.
| Група             | 2000.    | 2010.       |
| Белци             | 0 (0,0%) | 464 (86,2%) |
| Афроамериканци    | 0 (0,0%) | 2 (0,4%)    |
| Азијати           | 0 (0,0%) | 13 (2,4%)   |
| Хиспаноамериканци | 0 (0,0%) | 40 (7,4%)   |
| Укупно            | 0        | 538         |